# Уилям Артър Уайт
Уилям Артър Уайт (на английски: William Arthur White) е британски дипломат, посланик в Османската империя от 1885 до 1891 година.
Има голяма роля за международното признаване на Съединението на Княжество България и Източна Румелия.
Уайт е ирландец, но е роден в гр. Пулави, Руската империя (сега в Полша), където са именията на рода му по майчина линия. След като завършва образованието си в Обединеното кралство (в „Кинг Уилямс Колидж“ и кеймбриджкия „Тринити Колидж“) се завръща в родния си край и живее дълго там като частно лице.
Започва професионалната си кариера в британското консулство във Варшава през 1857 година. По време на Полското въстание от 1863 година е изпълняващ длъжността генерален консул. Следващите му назначения са в Данциг (през 1864), Белград (1875) и Букурещ (1879).
През 1885 година Уайт е определен за временен, а от 1886 – за титулярен посланик на кралицата в Цариград. Броени месеци след назначаването му избухва т. нар. „Българска криза“. На 6 септември 1885 в Пловдив е обявено Съединението, след което в Източна Румелия са въведени българска княжеска администрация и войска. В хода на Посланическата конференция, свикана в Цариград през октомври, Уайт бламира инициативата на останалите сили-гаранти на Берлинския договор за възстановяване на турската власт в Пловдив, а в края на 1885 и началото на 1886 година посредничи за сключването на българо-турската спогодба, с която османското правителство приема прехвърлянето на Южна България под управлението на княз Александър Батенберг. Защитава идеята за персонална уния между двете български държави, която е утвърдена с Топханенския акт на Великите сили през март 1886 година.